# Сербия на летних Олимпийских играх 2012
Сербия на летних Олимпийских играх 2012 будет представлена как минимум в трёх видах спорта.

## Медалисты

### Золото
| Золото |               |                                  |
| №      | Спортсмены    | Вид спорта (дисциплина)          |
| 1      | Милица Мандич | Тхэквондо (женщины, свыше 67 кг) |

### Серебро
| Серебро |                  |                                                        |
| №       | Спортсмены       | Вид спорта (дисциплина)                                |
| 1       | Ивана Максимович | Стрельба (женщины, винтовка с трёх позиций, 50 метров) |

### Бронза
| Бронза |                |                                                        |
| №      | Спортсмены     | Вид спорта (дисциплина)                                |
| 1      | Андрия Златич  | Стрельба (мужчины, пневматический пистолет, 10 метров) |
| 2      | Сборная Сербии | Водное поло (мужчины)                                  |

## Результаты соревнований

### Академическая гребля
В следующий раунд из каждого заезда проходили несколько лучших экипажей (в зависимости от дисциплины). В утешительный заезд попадали спортсмены, выбывшие в предварительном раунде. В финал A выходили 6 сильнейших экипажей, остальные разыгрывали места в утешительных финалах B-F.
Мужчины
| Соревнование | Спортсмены                | Предварительный заезд | Предварительный заезд | Предварительный заезд | Отборочный заезд | Отборочный заезд | Отборочный заезд | Четвертьфинал | Четвертьфинал | Четвертьфинал | Полуфинал | Полуфинал | Полуфинал | Финал   | Финал   | Итоговое место |
| Соревнование | Спортсмены                | Заезд                 | Время                 | Место                 | Заезд            | Время            | Место            | Заезд         | Время         | Место         | Заезд     | Время     | Место     | Время   | Место   | Итоговое место |
| ------------ | ------------------------- | --------------------- | --------------------- | --------------------- | ---------------- | ---------------- | ---------------- | ------------- | ------------- | ------------- | --------- | --------- | --------- | ------- | ------- | -------------- |
| двойки       | Ненад Беджик Никола Стоич | 1                     | 6:23,87               | 4                     | 1                | 6:26,61          | 2 Q              | не проводится | не проводится | не проводится | 2         | 7:07,78   | 6         | Финал B | Финал B | 12             |
| двойки       | Ненад Беджик Никола Стоич | 1                     | 6:23,87               | 4                     | 1                | 6:26,61          | 2 Q              | не проводится | не проводится | не проводится | 2         | 7:07,78   | 6         | DNS     |         | 12             |
| Четвёрки     |                           |                       |                       |                       |                  |                  |                  |               |               |               |           |           |           |         |         |                |

### Водные виды спорта

#### Водное поло
Мужчины
На Игры квалифицировалась мужская сборная Сербии по водному поло в составе 13 человек.

### Гандбол
Спортсменов — 14

#### Мужчины
Состав команды
Результаты
Группа B
| Место | Команда          | В | В | Н | П | ГЗ  | ГП  | +/- | Очки |
| ----- | ---------------- | - | - | - | - | --- | --- | --- | ---- |
| 1     | Хорватия         | 5 | 5 | 0 | 0 | 150 | 109 | +41 | 10   |
| 2     | Дания            | 5 | 4 | 0 | 1 | 124 | 129 | −5  | 8    |
| 3     | Испания          | 5 | 3 | 0 | 2 | 130 | 116 | +14 | 6    |
| 4     | Венгрия          | 5 | 2 | 0 | 3 | 114 | 128 | −14 | 4    |
| 5     | Сербия           | 5 | 1 | 0 | 4 | 120 | 131 | −11 | 2    |
| 6     | Республика Корея | 5 | 0 | 0 | 5 | 115 | 140 | −25 | 0    |

| 29 июля 16:15 (UTC+1) | Отчёт | Испания               | 26:21 (10:14) | Сербия         | Коппер Бокс Зрителей: 4600 Судьи: Кеннет Абрахамсен, Арне Кристиансен |
| 29 июля 16:15 (UTC+1) | Отчёт | Даниэль Сармьенто — 5 | Голы          | Момир Илич — 6 | Коппер Бокс Зрителей: 4600 Судьи: Кеннет Абрахамсен, Арне Кристиансен |

| 31 июля 16:15 (UTC+1) | Отчёт | Сербия         | 23:31 (9:13) | Хорватия       | Коппер Бокс Зрителей: 4827 Судьи: Вацлав Горачек, Иржи Новотный |
| 31 июля 16:15 (UTC+1) | Отчёт | Марко Вуин — 6 | Голы         | Иван Чупич — 8 | Коппер Бокс Зрителей: 4827 Судьи: Вацлав Горачек, Иржи Новотный |

| 2 августа 19:30 (UTC+1) | Отчёт | Сербия         | 25:26 (11:13) | Дания              | Коппер Бокс Зрителей: 4504 Судьи: Ларс Гайпель, Маркус Хельбиг |
| 2 августа 19:30 (UTC+1) | Отчёт | Марко Вуин — 7 | Голы          | Миккель Хансен — 7 | Коппер Бокс Зрителей: 4504 Судьи: Ларс Гайпель, Маркус Хельбиг |

| 4 августа 11:15 (UTC+1) | Отчёт | Республика Корея | 22:28 (10:12) | Сербия                         | Коппер Бокс Зрителей: 4525 Судьи: Шарлот Бонавентура, Жюли Бонавентура |
| 4 августа 11:15 (UTC+1) | Отчёт | Чон Хан — 6      | Голы          | Иван Никшевич, Алем Тоскич — 5 | Коппер Бокс Зрителей: 4525 Судьи: Шарлот Бонавентура, Жюли Бонавентура |

| 6 августа 09:30 (UTC+1) | Отчёт | Венгрия         | 26:23 (9:11) | Сербия                           | Коппер Бокс Зрителей: 4159 Судьи: Кеннет Абрахамсен, Арне Кристиансен |
| 6 августа 09:30 (UTC+1) | Отчёт | Томаш Мочаи — 9 | Голы         | Момир Илич, Райко Проданович — 5 | Коппер Бокс Зрителей: 4159 Судьи: Кеннет Абрахамсен, Арне Кристиансен |

Итог: 9-е место

### Настольный теннис
Спортсменов — 1
Соревнования по настольному теннису проходили по системе плей-офф. Каждый матч продолжался до тех пор, пока один из теннисистов не выигрывал 4 партии. Сильнейшие 16 спортсменов начинали соревнования с третьего раунда, следующие 16 по рейтингу стартовали со второго раунда. 
Мужчины
| Соревнование     | Спортсмены                  | Квалификация       | Первый раунд               | Второй раунд               | Третий раунд         | 1/8 финала           | Четвертьфинал        | Полуфинал            | Финал                | Место |
| Соревнование     | Спортсмены                  | Соперник Результат | Соперник Результат         | Соперник Результат         | Соперник Результат   | Соперник Результат   | Соперник Результат   | Соперник Результат   | Соперник Результат   | Место |
| ---------------- | --------------------------- | ------------------ | -------------------------- | -------------------------- | -------------------- | -------------------- | -------------------- | -------------------- | -------------------- | ----- |
| Одиночный разряд | Александар Каракашевич (23) | Не участвовал      | Не участвовал              | Д. Цвикль (HUN) (52) П 1:4 | Завершил выступление | Завершил выступление | Завершил выступление | Завершил выступление | Завершил выступление | 33    |
| Одиночный разряд | Марко Йевтович (50)         | Не участвовал      | Ж.-М. Сев (BEL) (38) П 1:4 | Завершил выступление       | Завершил выступление | Завершил выступление | Завершил выступление | Завершил выступление | Завершил выступление | 49    |

### Стрельба
Спортсменов — 8
По итогам квалификации 6 или 8 лучших спортсменов (в зависимости от дисциплины), набравшие наибольшее количество очков, проходили в финал. Победителем соревнований становился стрелок, набравший наибольшую сумму очков по итогам квалификации и финала. В пулевой стрельбе в финале количество очков за попадание в каждой из попыток измерялось с точностью до десятой.
Мужчины
| Соревнование                          | Спортсмены          | Квалификация | Квалификация | Финал                | Всего                | Всего                |
| Соревнование                          | Спортсмены          | Результат    | Место        | Финал                | Результат            | Место                |
| ------------------------------------- | ------------------- | ------------ | ------------ | -------------------- | -------------------- | -------------------- |
| Винтовка из трёх положений, 50 метров | Неманья Миросавльев | 1162         | 23           | Завершил выступление | Завершил выступление | Завершил выступление |
| Пистолет, 50 метров                   |                     |              |              |                      |                      |                      |
| Пневматический пистолет, 10 метров    |                     |              |              |                      |                      |                      |
|                                       |                     |              |              |                      |                      |                      |

Женщины
| Соревнование                       | Спортсмены | Квалификация | Квалификация | Финал | Всего     | Всего |
| Соревнование                       | Спортсмены | Результат    | Место        | Финал | Результат | Место |
| ---------------------------------- | ---------- | ------------ | ------------ | ----- | --------- | ----- |
| Винтовка с трёх позиций, 50 метров |            |              |              |       |           |       |
| Пневматическая винтовка, 10 метров |            |              |              |       |           |       |
| Пневматический пистолет, 10 метров |            |              |              |       |           |       |